# Mirongani
Mirongani är en ort i Komorerna.   Den ligger i distriktet Anjouan, i den västra delen av landet, 120 km sydost om huvudstaden Moroni. Mirongani ligger 148 meter över havet och antalet invånare är 882. Den ligger på ön Anjouan.
Terrängen runt Mirongani är kuperad. Havet är nära Mirongani åt nordväst.  Närmaste större samhälle är Sima, 2,7 km öster om Mirongani. I omgivningarna runt Mirongani växer i huvudsak städsegrön lövskog.